# Machaerina milnei
Machaerina milnei är en halvgräsart som först beskrevs av Charles Baron Clarke, och fick sitt nu gällande namn av Tetsuo Michael Koyama. Machaerina milnei ingår i släktet Machaerina och familjen halvgräs.
Artens utbredningsområde är Vanuatu. Inga underarter finns listade i Catalogue of Life.